# 樊和平
樊和平（1959年9月—），笔名樊浩，江苏省泰兴市人，东南大学人文学院院长、教授，主要从事中国传统伦理、中国道德发展等方面的研究工作。入选中华人民共和国教育部2007年度“长江学者”特聘教授。